# Astrofotografie

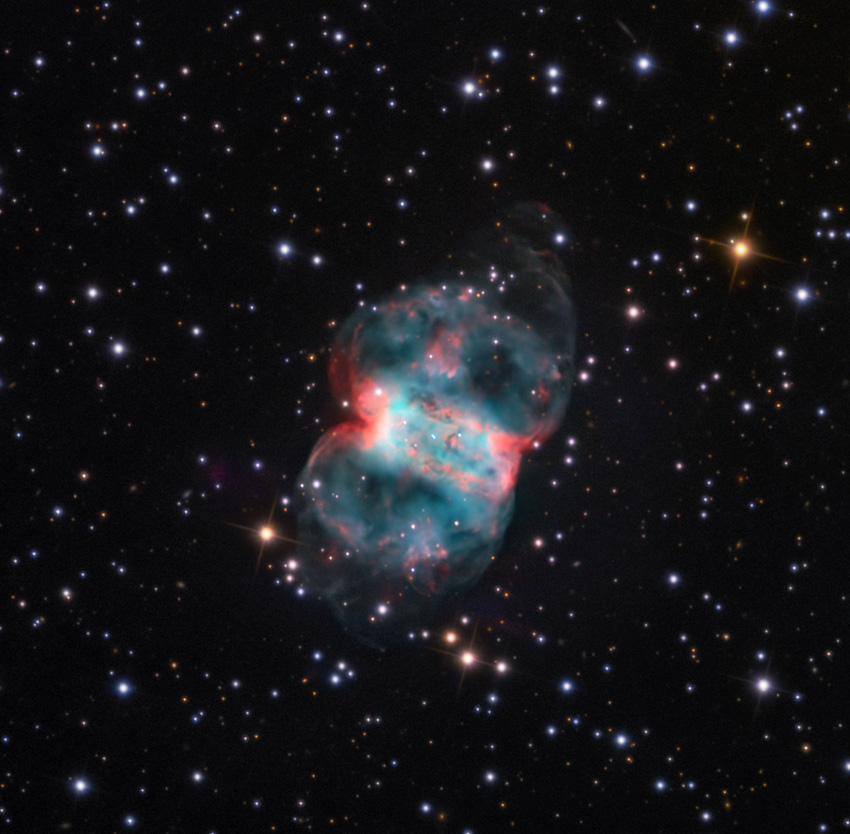
Kleiner Hantelnebel (M76), Gesamtbelichtungszeit im 80-cm-Teleskop 6 Stunden. Ein gutes Beispiel, wo ein Rotfilter heißes Gas hervorhebt, während die zwei kühleren Gashüllen besser visuell zu beobachten sind.

Die Astrofotografie umfasst jene Methoden der Fotografie, mit denen Sterne, Planeten, Nebel und andere Himmelskörper im sichtbaren Licht abgebildet und dauerhaft auf verschiedenen Medien (chemisch oder elektronisch) gespeichert werden.
Mit ihrer Hilfe kann man auch Objekte darstellen, die zu lichtschwach für visuelle Beobachtung sind. Fotografische Emulsionen (Filme, Platten) oder elektro-optische Bildsensoren können im Gegensatz zum Auge die Lichteinwirkung während langer Belichtungszeiten sammeln. Dieser Vorteil kommt v. a. bei geringer Flächenhelligkeit (Galaxien, Gas- und Staubnebel, Kometenschweife) zum Tragen. Die Objekte der Astrofotografie reichen von den Körpern des Sonnensystems (Planeten, Asteroiden, Kometen, Meteore usw.) über Objekte in unserer Milchstraße (Sterne, Sternhaufen, Nebel) bis zu den fernsten Galaxien und Galaxienhaufen.
Im Allgemeinen müssen die Himmelaufnahmen der täglichen Drehung des Sternhimmels angepasst werden, um statt einer Strichspuraufnahme eine punktförmige Abbildung der Sterne zu erreichen. Dazu erhält das Fernrohr bzw. die Kamera eine äquatoriale Montierung, deren eine Achse genau auf den Himmelspol (verlängerte Erdachse) ausgerichtet ist. Die Nachführung kann manuell oder maschinell erfolgen, ihre Überwachung erfolgt mit einem Leitfernrohr.
Techniken der Astrofotografie werden auch in der Satellitengeodäsie, der Ballistik und der Raumfahrt eingesetzt, um von den Flugkörpern eine Bahnbestimmung durchzuführen.

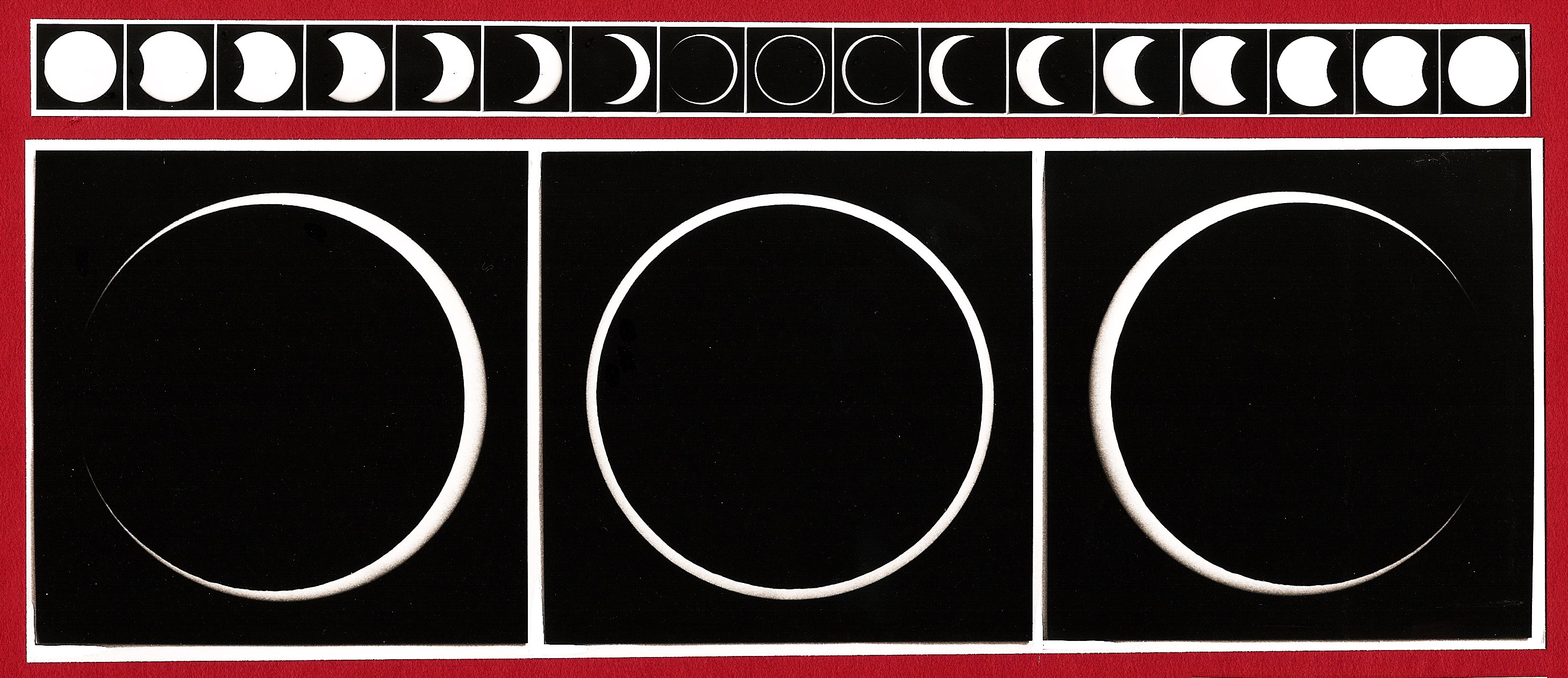
Ringförmige Sonnenfinsternis von 1976 auf der griechischen Insel Santorin, aufgenommen mit Sonnenfilter-Folie ND 4 bei einem Öffnungsverhältnis von 1:26, Belichtung 0,001 s auf 64-ASA-Film

## Wichtige Aufgaben der Astrofotografie
Die Spezialkameras der Astronomie werden Astrografen genannt. Sie ermöglichen es, auf Fotoplatten große Felder des Sternhimmels bzw. ausgewählte Sternfelder zu erfassen und
- astrometrische Positionsbestimmungen durchzuführen (Sternörter, Eigenbewegungen),
- die Helligkeiten vieler Sterne exakt auszumessen (siehe Fotometrie),
- oder die Spektren von Sternen und anderen Objekten zu untersuchen (Spektrografie).
- Durch eine verlässliche Archivierung können auch nach Jahrzehnten neu entdeckte Himmelskörper aufgefunden und Phänomene erneut ausgemessen werden.

## Fotografische Archive
Eines der weltweit größten Fotoplatten-Archive besitzt die von Cuno Hoffmeister 1925 gegründete Sternwarte im thüringischen Sonneberg. Es umfasst zirka 300.000 Himmelsaufnahmen, die das astronomische Geschehen im Bereich der nördlichen Milchstraße über nahezu 70 Jahre dokumentieren und auf denen bisher mehr als 11.000 veränderliche Sterne sowie zahlreiche Novae und Asteroiden entdeckt wurden.
1948 ging auf dem Mount Palomar die 48-Zoll-Schmidt-Kamera (heute Oschin Telescope genannt) in Betrieb. Mit diesem weltgrößten Astrografen wurde der Palomar Observatory Sky Survey („POSS“) durchgeführt, die wohl wichtigste Himmelsdurchmusterung des 20. Jahrhunderts.
Das Archiv des Harvard-College-Observatoriums umfasst über 500.000 astrofotografische Platten aus der Zeit von 1885 bis 1989. 1965 begann dort ein Vorhaben, für das die Arbeit mit dem Sonneberger Fotoplatten-Archiv im Rahmen der „Langzeit-Forschungsprogramme“ Sonneberger Felderplan (Field patrol) und Sonneberger Himmelsüberwachung (Sky patrol) zur Beobachtung und fotografischen Erforschung der veränderlichen Sterne, Meteore und extragalaktischer Objekte Vorbilder waren. Diese Vorhaben der „Sternwarte Sonneberg“ und des „Harvard-College-Observatoriums“ sollten eine möglichst lückenlose Dokumentation der Veränderungen am nördlichen Sternhimmel aufzeichnen. Auf dem „Mount Palomar“ wurden für diesen Zweck sechs eigens konstruierte Astrografen (nach dem Sponsor Damon-Cameras genannt) eingesetzt, die auf 20-cm×25-cm-Platten jeweils ein Gesichtsfeld von 30° × 40° in drei definierten Farben erfassten. Das Ziel war, über Jahrzehnte hinweg einheitliche und damit vergleichbare Aufnahmen zu gewinnen und zu archivieren. Dieses Programm wurde im Jahr 1989 abgebrochen.
Die Astrofotografie stellt hohe Anforderungen an die Objektive sowie (angesichts der meist langen Belichtungszeiten) an den Teleskopantrieb. Werden diese – heute meist mit elektronischer Steuerung – erfüllt, so lassen sich lang belichtete Aufnahmen extrem lichtschwacher Objekte wie ferner Galaxien oder feiner Gasnebel gewinnen.

## Geschichte
Bereits Monate vor der Veröffentlichung seines fotografischen Verfahrens (1838) soll Louis Daguerre eine Aufnahme vom Mond gemacht haben – dies wäre die erste Astrofotografie der Welt. Bekannt wurden die Mondfotos von John William Draper 1840, der 1843 auch das erste Spektrogramm der Sonne aufnahm. Im April 1845 gelang Léon Foucault und Hippolyte Fizeau das erste Sonnenfoto; auf ihrer Daguerreotypie mit 12 cm Durchmesser waren Sonnenflecken klar erkennbar.
1850 wurde am Harvard College Observatory von John Adams Whipple erstmals ein Fixstern – die Wega – aufgenommen; die Montierung des verwendeten Teleskops war jedoch für die Belichtungszeit von 100 Sekunden nicht präzise genug. Nach Verbesserungen gelang 1857 eine gute Aufnahme des Doppelsternsystems Alkor und Mizar – nunmehr mittels Kollodiumplatte – die sich zu einer präzisen Bestimmung der relativen Positionen nutzen ließ. Bei der Sonnenfinsternis im Juli 1860 konnte fotografisch die Frage geklärt werden, ob Protuberanzen tatsächlich Sonnenausbrüche darstellen. 1872 gelang Henry Draper die erste Aufnahme eines Sternspektrums – wiederum war es die Wega, der hellste Stern des Nordhimmels. Jules Janssen machte 1874 Fotos vom Venusdurchgang; auf seinen Aufnahmen war sogar die Granulation der Sonnenoberfläche zu erkennen, die man bisher nur von wenigen visuellen Beobachtungen kannte. Am 22. Dezember 1891 fand Max Wolf als erster Astronom einen Kleinplaneten mit fotografischen Methoden.
Am 30. September 1880 gelang Henry Draper erstmals (auf Bromsilber-Emulsion) die Aufnahme eines Gasnebels in der Milchstraße, nämlich des Orionnebels. 1884 folgte mit dem Andromedanebel durch Andrew Ainslie Common die erste Galaxie; von ihr nahm 15 Jahre später Julius Scheiner in Potsdam das erste Spektrum auf.
Mit der ständigen Verbesserung des Aufnahmematerials gewann der Gedanke an Boden, Himmelsatlanten und Nebelkataloge mittels Astrofotografie zu erstellen. Damit würde man die Grenzhelligkeit, die etwa bei der Bonner Durchmusterung noch 9 bis 9,5 Größenklassen betragen hatte, erheblich steigern können. Die umfangreichsten dieser Vorhaben waren der Sternatlas Carte du Ciel unter der Führung des Observatoriums von Paris, das um 1880 begonnen, aber nicht zu Ende geführt wurde, sowie der New General Catalogue (NGC) von Sternhaufen, Nebeln und Galaxien.

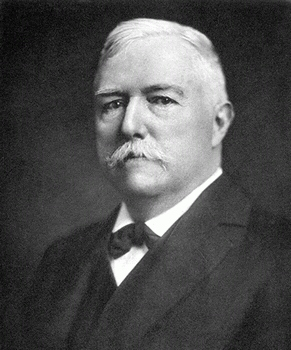
Edward Emerson Barnard

1905 nahm Edward Emerson Barnard auf dem Mount Wilson in Kalifornien (noch vor der Fertigstellung des 60-Zoll-Spiegelteleskops) 480 Fotos von Milchstraßenregionen auf, die unser Verständnis vom Aufbau unserer Galaxis revolutionierten. Die Aufnahmen, die 20 Jahre später mit dem 100-Zoll-Teleskop von den Außenbezirken des Andromedanebels gelangen, korrigierten dann auch die Vorstellungen von der großräumigen Struktur des Kosmos.
Durch die Verfügbarkeit immer größerer CCD-Sensoren verlieren die traditionellen Fotoplatten – auch weil ihre Produktion allmählich ausläuft – in der Astronomie seit den 1990er-Jahren an Bedeutung. Dazu schrieb der bekannte Astrofotograf David Malin vom Anglo-Australian Observatory 1993:

„Als das Buch schließlich fast fertiggestellt war, zeichnete sich immer deutlicher ab, dass Eastman Kodak die Produktion der speziellen Fotoplatten einstellen würde, die für die Farbaufnahmen Verwendung fanden, so daß die Bilder, um die herum das Buch geschrieben wurde, vielleicht zu den letzten ihrer Art gehören werden.“

## Amateur-Astrofotografie

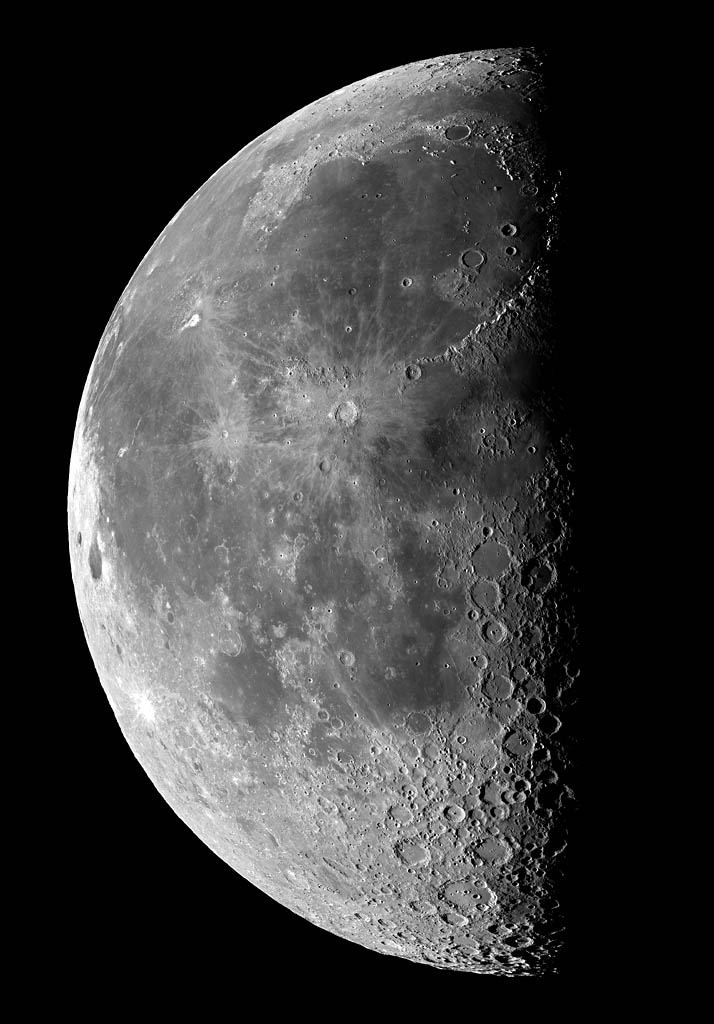
Der Mond, zusammengesetzt aus 43 digitalen Einzelaufnahmen von einem Amateurastronomen

In der Amateurastronomie werden digitale Kameras (meist auf CMOS-Basis), CCD-Kameras und spezielle Videokameras eingesetzt, seltener auch noch analoge Spiegelreflexkameras. Für Mond- und Planetenfotografie werden oft Bildserien mit Webcams aufgenommen, deren digitale Überlagerung die Wirkung der Luftunruhe vermindert.
Bei digital gesteuerten Fotoserien kann mit dieser Technik auch der Lichtverschmutzung begegnet werden, insbesondere bei Deep-Sky-Objekten. Durch kurze Belichtungszeiten (maximal einige Minuten) wirkt sich der Lichtschleier noch nicht aus, jedoch erreicht man durch beispielsweise 5 bis 50 überlagerte Einzelaufnahmen den Effekt von Langzeitbelichtungen. Voraussetzung ist, dass die Kamera bzw. das Teleskop während der Serie dem Sternhimmel exakt nachgeführt und die Bilddrehung eliminiert wird.

### Einfache Himmelsaufnahmen
Astrofotografie ist bereits mit einer einfachen, ruhenden Kamera möglich, wenn man ein Stativ verwendet oder die Kamera z. B. aufs Autodach legt. Bei längeren Belichtungszeiten entstehen sogenannte Strichspuraufnahmen, welche die scheinbare Drehung des Sternhimmels abbilden. Besonders reizvoll sind sie, wenn der (fast ruhende) Polarstern im Bild ist.
Will man hingegen fast punktförmige Sterne, darf die Belichtungszeit höchstens zwei Minuten betragen. Als Faustformel
gilt für die maximale Belichtungszeit t:
{\displaystyle t={\frac {420\,{\text{mm}}\cdot {\text{s}}}{{\text{Objektivbrennweite}}\cdot {\text{Formatfaktor}}}}}
wobei der Formatfaktor für Vollformatsensoren (36 mm × 24 mm) gleich eins ist. Bei anderen Sensorgrößen muss die Brennweite mit dem entsprechenden Formatfaktor multipliziert werden. Der Zähler 420 mm·s gilt für eine mittlere Deklination des fotografierten Objekts und kann nach Einschätzung des fotografischen Endergebnisses auch verändert werden; möglich sind Werte von 400 bis 600 mm·s. Die Verwendung des Selbst- oder eines Fernauslösers ist ratsam, da durch Schwingungen der Kamera und des Stativs Bewegungsunschärfe entstehen kann.
Aufnahmen der Milchstraße oder von Sternbildern gewinnen an Reiz, wenn auch Bäume oder Lichter am Horizont aufs Bild kommen. Sollen bei einer Sternführung oder einer privaten Beobachtergruppe auch Personen am Foto sein, lässt sich mit einem schwach dosierten Blitzlicht erreichen, dass sie nur schemenhaft abgebildet werden. Ohne Blitz kann man dasselbe durch (meist unvermeidliche) Bewegungsunschärfen erzielen.
Für visuelle Beobachtungen von Himmelsobjekten wird oft ein Beobachtungsbuch geführt. Hier kann man solche Aufnahmen zur späteren Erinnerung einkleben – oder einfache Aufnahmen der Objekte durch die ans Fernrohrokular gedrückte Kamera machen. So sind auch ohne Adapter 1–4 Sekunden Belichtungszeit ohne wesentliche Unschärfe möglich.
Die Amateurastrofotografie kann nahtlos in die Nachtfotografie übergehen, wenn Himmelsobjekte als Hintergrund fotografiert werden, was zum Beispiel ästhetisch sehr ansprechende Landschaftsbilder liefern kann.

### Digitale Astrofotografie

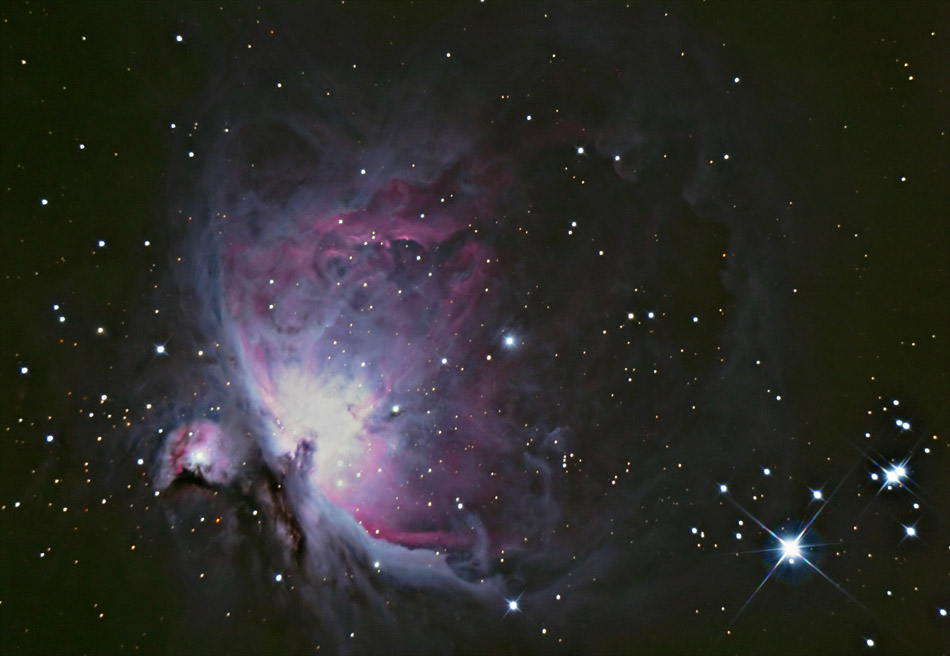
Digitale Amateuraufnahme des Großen Orionnebels

#### Einzelbilder
Dank der digitalen Fotografie können Bilder in großer Anzahl aufgenommen und gespeichert werden. Dadurch können sie problemlos zu einem späteren Zeitpunkt weiterverarbeitet werden. 

Im Regelfall braucht man jedoch für die Bildverarbeitung länger als für die Aufnahmen.

Animation mit 29 aufeinanderfolgenden Einzelaufnahmen einer Sternschnuppe der Perseiden (Belichtungszeit jeweils 1/30 Sekunde, Belichtungsindex = ISO 12800).

Moderne Bildsensoren können schnelle Folgen von Einzelbildern vom Nachthimmel aufnehmen, um zum Beispiel Satelliten oder Sternschnuppen zu verfolgen.

#### Komposition von Bilderserien

##### Techniken
Durch die Digitalisierung hat die Astrofotografie im Amateurbereich große Fortschritte gemacht. Durch die Aufnahme von Bildserien und deren nachträglicher Verarbeitung im Computer ergeben sich Bilder, wie sie früher meist nur von großen Sternwarten gemacht werden konnten. Diese Bilder kombinieren mehrere verschiedene Aufnahmetechniken, bis hin zum Verschmelzen von Aufnahmen mit unterschiedlicher Belichtung (Exposure Blending, Belichtungsfusion).
Ein digitales Ergebnisbild besteht im Idealfall aus einer ganzen Serie einzelner Aufnahmen. Die Kamera erzeugt Bilder wenn möglich im Rohdatenformat (RAW) anstelle im JPEG-Format, da RAW-Dateien mit 12 bis 14 bits Farbtiefe pro Farbkanal wesentlich mehr Farb-Abstufungen (und damit Helligkeitsstufen) speichern können als JPEG, das auf bloß 8 bits pro Farbkanal begrenzt ist. Weiterverarbeitet werden die Bilder dann als TIFF, das eine genügend hohe Farbtiefe unterstützt, oder professionellerweise im FITS-Format. Zu beachten ist auch die Tatsache, dass mit einem hohen Belichtungsindex (ISO-Zahl) zwar schwächere Himmelsobjekte fotografieren kann, aber dadurch der Dynamikumfang abnimmt, was für die Nachbearbeitung am Computer problematisch sein kann.
Die Aufnahmen bestehen aus:
- den eigentlichen Fotos des Nachthimmels (Lightframes). Es wird mehrmals derselbe Himmelsausschnitt bzw. dasselbe Sternfeld fotografiert. 5 bis 20 Aufnahmen sind erforderlich, aber auch bis zu 100 Aufnahmen – bisweilen über einige Nächte verteilt – sind nicht ungewöhnlich.
- mehreren Dunkelbildern (Darkframes); benötigt werden 10 bis 20 Aufnahmen. Diese werden mit denselben Kameraeinstellungen und bei derselben Außentemperatur gemacht, jedoch ist das Teleskop dabei abgedeckt oder ein lichtundurchlässiger Filter ist eingelegt. Diese Dunkelbilder werden später im Computer untereinander zu einem Masterdark kombiniert und dessen Inhalt von jedem Lichtbild abgezogen. Die Digitalkameras zeigen auf Dunkelbildern nur ihre internen Fehler wie Hotpixel und das Sensorglühen; die erwärmte Kameraelektronik belichtet mit ihrer Infrarotstrahlung Teile des Sensors von hinten. Diese Fehler sind auch in den Lichtbildern enthalten und werden aus diesen wieder herausgerechnet.
- Biasframes (auch Offsetframes); benötigt werden ebenfalls 10 bis 20 Aufnahmen. Dies ist eine Dunkelbildserie, die mit der kürzest möglichen Verschlusszeit und demselben Belichtungsindex wie bei den Lichtbildern gemacht wird. Sie dient dem Entfernen desjenigen Sensorrauschens, das vom gewählten Belichtungsindex abhängig ist. Die kürzest mögliche Belichtungszeit wird gewählt, um andere Einflüsse auszuschließen.
- Flatframes; benötigt werden ebenfalls 10 bis 20 Aufnahmen. Dies sind wieder Lichtbilder, allerdings gegen eine gleichmäßig hell leuchtende Fläche aufgenommen. Mit diesen Aufnahmen können die Vignettierung und sichtbare Staubeinlagerungen im System eliminiert werden. Die Belichtungszeit wird so gewählt, dass ein helles, aber nicht überstrahltes Bild entsteht. Ansonsten gelten wieder die Bedingungen wie bei den Biasframes. Weder die Kameraposition am Teleskop noch die Schärfelage dürfen für diese Aufnahmen verändert werden.

Ein Computerprogramm verrechnet diese Bilder nun miteinander und erstellt daraus das Ergebnisbild.

#### Bildbearbeitung
Mit Bildbearbeitungsprogrammen werden die aufgenommenen und zusammengesetzten Bilder ästhetisch angepasst.
Auch Lichtverschmutzung und zum Teil störende Bewölkung kann nachträglich entfernt werden, indem im Grafikprogramm die Bildebene dupliziert wird, und die eine Bildebene mit dem Gaußschen Weichzeichner bearbeitet wird. Dabei verschwinden bei einem ausreichend großen Weichzeichner-Radius die Objekte, die man auf dem Bild behalten möchte. Subtrahiert man jedoch die verschwommene Ebene von der originalen, wird dabei die Lichtverschmutzung entfernt. Schwach leuchtende Himmelsobjekte werden dadurch jedoch nicht wiederhergestellt.

### Hardware

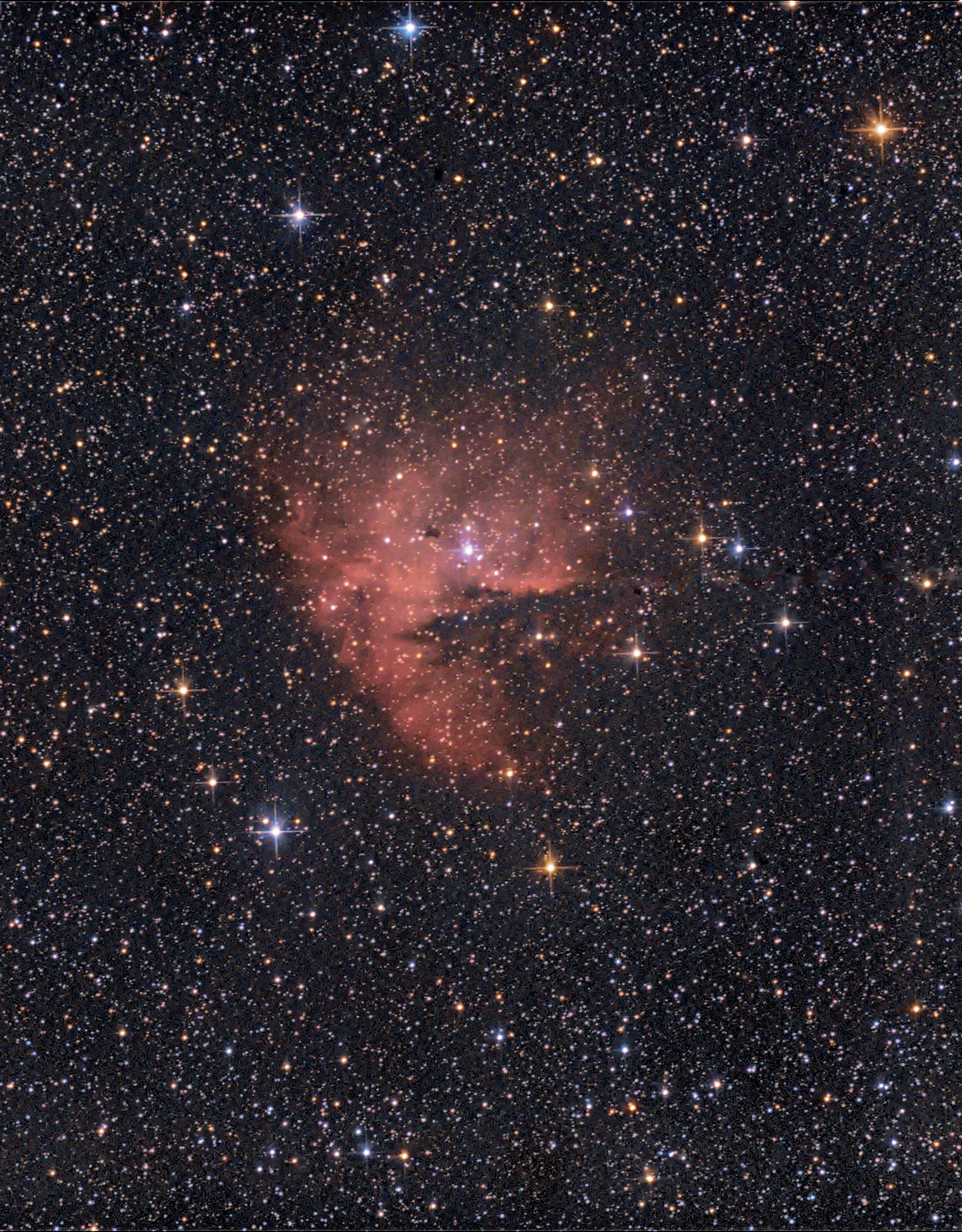
NGC 281 („Pacman-Nebel“), fotografiert auf suburbanem Ort mit 130-mm-Amateur-Teleskop und DSLR-Kamera

Astrofotografische Hardware für den Amateurgebrauch variiert sehr stark, da die Motive von ästhetischer Fotografie bis zum semi-professionellen Arbeiten reichen. Der Hobby-Astrofotograf ist mit Herausforderungen konfrontiert, die sich von jenen der Berufsastronomen und der konventionellen Fotografie stark unterscheiden können.
Da die meisten Menschen in urbanen Gebieten mit Lichtverschmutzung leben, muss astronomisches Equipment transportabel sein, um es außerhalb der Lichter großer Städte zu benützen. Städtische Astrofotografen verwenden spezielle Schmalbandfilter und hochentwickelte digitale Bildverarbeitung, um Störlicht vom Hintergrund ihrer Bilder zu entfernen. Alternativen sind das Aufstellen eines ferngesteuerten Teleskops an einem Ort mit dunklem Himmel, oder die Beschränkung auf helle Objekte wie Mond oder Planeten. Herausforderungen sind auch die Ausrichtung portabler Teleskope für präzise Nachführung, die Beschränkung serienmäßig produzierten Equipments und seiner Lebensdauer, oder die manuelle Nachführung bei der Langzeitfotografie astronomischer Objekte und unter variablen Wetterbedingungen.
Objektive mit manueller Scharfstellung sind vorzuziehen, da der Autofokus der Kamera bei lichtschwachen und kontrastarmen Bildausschnitten nicht selten versagt. Dazu ermöglichen Objektive mit großer Lichtstärke zwar kürzere Belichtungszeiten, andererseits sind Objektive mit hoher Lichtstärke schwieriger scharfzustellen. Moderne digitale Kameras bieten Fokussierhilfen im Live-View, wie zum Beispiel Fokus-Peaking, Softwarelupe, eine Helligkeitsverstärkung oder kalibrierte Entfernungsskalen, sowohl auf einem Bildschirm, als auch in einem elektronischen Sucher.
Manche Astrofotografen bauen einen sogenannten barn door tracker, ein simples Gerät aus zwei Holzbrettern, einem Scharnier und einem Gewinde, welches die Nachführung der Kamera und damit die Kompensation der Erddrehung ermöglicht.
Einige Kamerahersteller modifizieren ihre Produkte für die Astrofotografie, wie bei der Canon EOS 60Da. Sie beruht auf der EOS 60D, hat aber ein modifiziertes Infrarotfilter und einen Low-Noise-Sensor mit erhöhter H-alpha-Empfindlichkeit für bessere Aufnahmen roter Wasserstoff-Emissionsnebel.
Daneben gibt es speziell für die Amateur-Astrofotografie entwickelte Kameras, wie etwa die Tiny1 des in Singapur ansässigen Startup-Unternehmens TinyMOS.
Manche Amateure verwenden spezielle Webcam-Modelle mit hoher Empfindlichkeit, zum Beispiel Manual-Focus-Kameras, die alte CCD-Sensoren statt der neueren CMOS-Arrays enthalten. Die Objektivlinsen werden entfernt und die Kamera direkt mit dem Teleskopen verbunden, um Bilder oder Videos aufzunehmen. Bei sehr lichtschwachen Objekten werden Videos über eine gewisse Zeit aufgenommen und dann zu einem scharfen Bild zusammengefügt (siehe auch Stacking). Solche von Astrofotografen bevorzugten Webcams sind beispielsweise Philips PCVC 740K und SPC 900.

## Sonnenfotografie

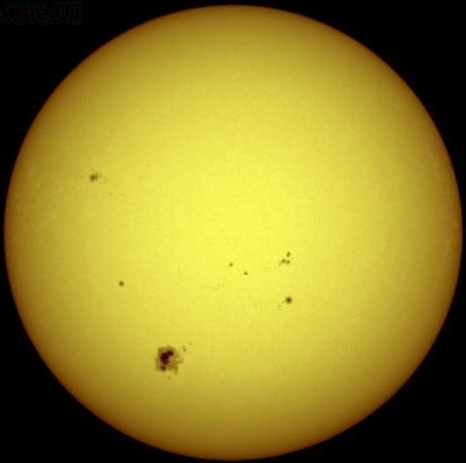
Aufnahme der Sonne mit Sonnenflecken am 7. Juni 1992

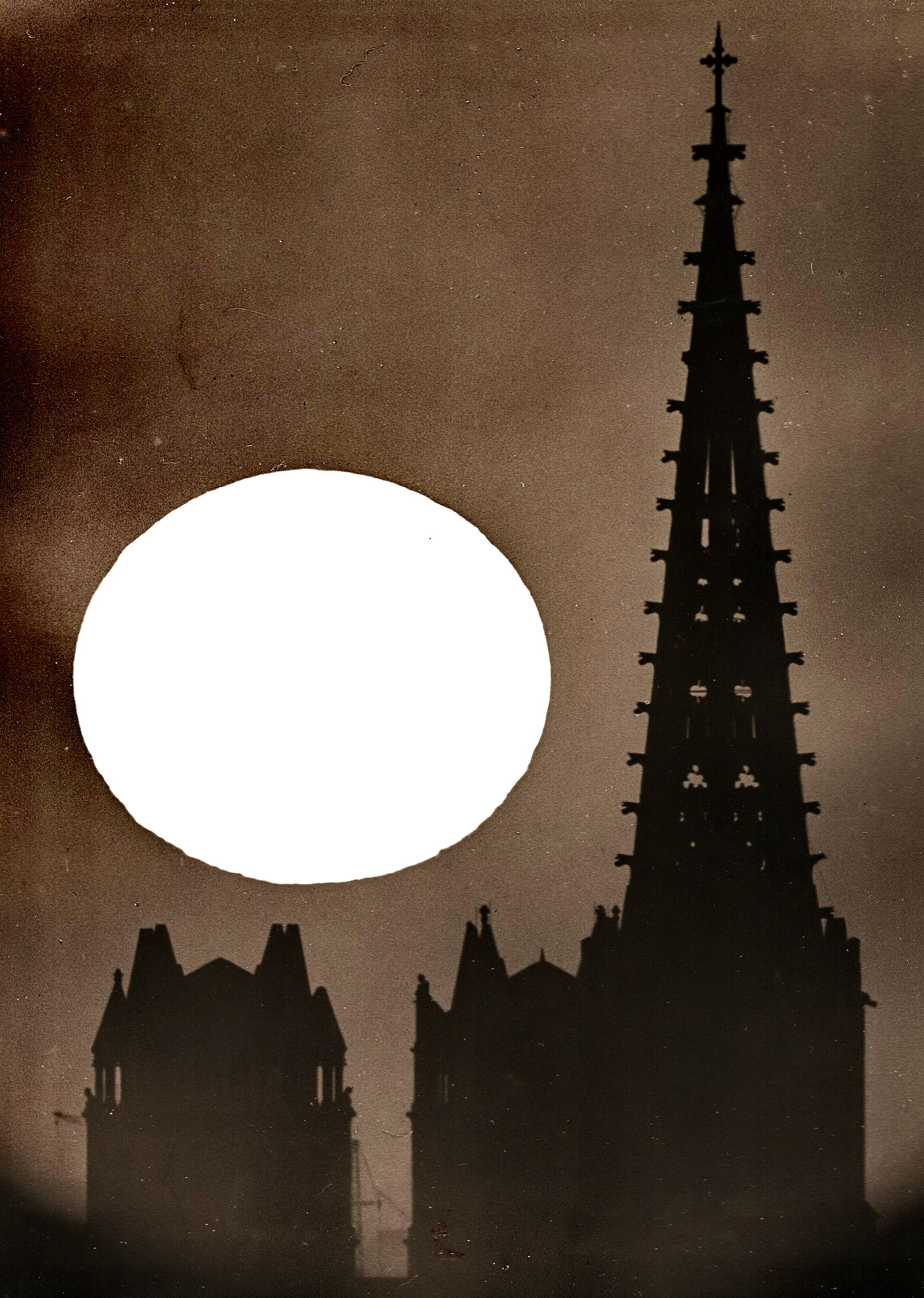
Sonnenaufnahme bei dichtem Dunst; die starke Abplattung der Sonnenscheibe entstand durch Refraktion in Horizontnähe.

Die Fotografie der Sonne stellt einen Sonderfall der Astrofotografie dar, denn bei diesem Motiv hat man meistens zu viel Licht zur Verfügung. Man benötigt fast immer einen Filter. Ausnahmen sind:
- die Fotografie der tiefstehenden Sonne
- wenn Dunst das Sonnenlicht stark abschwächt
- die Korona während einer totalen Sonnenfinsternis.

Für die visuelle Beobachtung der ungetrübten Sonne oder zur Fotografie mit lichtstarken Instrumenten werden vor dem Objektiv spezielle Glasfilter oder mit Aluminium bedampfte Folien der Stärke ND 5, Transmission 0,00001, oder ND 6, Transmission 0,000001 angebracht. Neuere Produkte der Sonnenfilter-Folien sind beidseitig bedampft und visuell bedenkenlos einsetzbar.
Filter der Stärke ND 4, Transmission 0,0001, benützt man nur zur Fotografie der Sonne bei starker Vergrößerung durch Okularprojektion oder bei Öffnungsverhältnissen von etwa 1:20 und kurzen Belichtungszeiten um 0,001 s.